# Biagio Antonacci
 (janvier 2019).
Si vous disposez d'ouvrages ou d'articles de référence ou si vous connaissez des sites web de qualité traitant du thème abordé ici, merci de compléter l'article en donnant les références utiles à sa vérifiabilité et en les liant à la section « Notes et références ».
Pour les articles homonymes, voir Antonacci.
Biagio Antonacci, né le 9 novembre 1963 à Milan, est un chanteur de musique pop italien.

## Biographie
Biagio Antonacci grandit à Rozzano, à la périphérie milanaise. Il se passionne très tôt pour la musique. Pendant ses études de géomètre, il joue de la batterie, et ne cesse jamais de penser à sa plus grande passion: la musique. Il commence donc à écrire des chansons et il participe au Festival de Sanremo dans la catégorie Jeunes avec la chanson Voglio vivere in un attimo et en 1989, il décroche son premier contrat. Ses chansons ne passent pas inaperçues et deux ans plus tard, il sort son deuxième disque, Adagio Biagio, grâce auquel il se fait connaître vraiment du public de la radio. Mais c'est seulement en 1992 qu'il obtient sa consécration, avec le disque Liberatemi, pour lequel il obtient l'appui d'Eros Ramazzotti qui lui écrit la chanson Almeno non tradirmi tu. Le disque est produit par Mauro Malavasi, qui avait produit auparavant de grands chanteurs italiens tels que Lucio Dalla et Luca Carboni et il arrive à vendre 150 000 exemplaires. En 1993, Biagio Antonacci se produit encore au festival de Sanremo avec la chanson Non so più a chi credere, et il obtient un grand succès critique et public.
Son quatrième album sort en 1994, c'est Biagio Antonacci. Deux chansons en particulier représentent son succès  Non è mai stato subito seguito et la ballade Se io, Se lei. À remarquer aussi l'originalité reggae de la chanson Lavorerò qu'il chante avec sa femme Marianna, fille du célèbre chanteur italien Gianni Morandi. C'est l'été 1995. L'album est vendu à 300 000 exemplaires.
En 1996, il présente sa nouvelle production Il mucchio : de ce disque, il est auteur, chanteur et producteur aussi. Il se sert de la collaboration de Luca Carboni dans la chanson Happy Family et de celle de Mel Gaynor, percussionniste des Simple Minds pour Se è vero che ci sei. De cette chanson, il réalisera aussi des versions en anglais et français avec Viktor Lazlo.
Après il publie Mi fai stare bene, d'où les succès Quanto tempo e ancora et Iris (tra le tue poesie). L'album est vendu à 700 000 exemplaires.
Il collabore de plus en plus avec d'autres célébrités italiennes: Mietta, Syria mais surtout Laura Pausini pour laquelle il écrit Tra te e il mare.
En 2001, son album 9 novembre 2001 ne parle plus ni de ses expériences ni du quotidien ; il s'abandonne au rêve, à l'analyse des émotions et des sensations, surtout des emarginés[pas clair]. Il veut démontrer que la seule et vraie révolution est celle de l'amour qui peut tout réaliser et bouger. Il arrive aux 400 000 exemplaires et gagne le Prix Lunezia pour la haute valeur Littéraire de son produit.
En 2003 il se présente sur le marché espagnol et de l'Amérique du Sud, grâce aussi à sa collaboration avec Laura Pausini.
En 2007 Biagio Antonacci se produit pour la première fois à San Siro (stade de Milan) pour un mega-concert unique.

## Discographie
- 1989 : Sono cose che capitano
- 1991 : Adagio Biagio
- 1993 : Liberatemi
- 1994 : Biagio Antonacci
- 1996 : Il mucchio
- 1998 : Mi fai stare bene
- 2000 : Tra le mie canzoni
- 2001 : 9/nov/2001
- 2004 : Convivendo parte 1
- 2005 : Convivendo parte 2
- 2007 : Vicky Love
- 2008 : Il cielo ha una porta sola
- 2010 : Inaspettata
- 2012 : Sapessi dire no
- 2014 : "L'amore comporta"
- 2017 : "Dediche e manie"
- 2019 : "Chiaramente visibili dallo spazio"